# 1÷x=1 (UNDIVIDED)
"1÷x=1 (UNDIVIDED)"는 2018년 6월 4일에 발매된 워너원의 첫 번째 스페셜 음반이다.

## 개요
- "0+1=1 (I PROMISE YOU)"에 이어 3개월 만에 발매된 음반이다. 2018년 5월 7일부터 6월 4일까지 엠넷에서 방영된 Wanna One GO를 통하여 스페셜 유닛의 결성과 작사, 작곡 과정이 공개되었다.
- 타이틀 곡 '켜줘 (Light)'는 하우스 리듬을 기반으로 한 노래로, 워너원 전원이 참여하였다.
- 2번 트랙 '캥거루 (Kangaroo)'는 김재환, 강다니엘, 박우진으로 구성된 스페셜 유닛 트리플 포지션(Triple Position)이 가창하였으며, 지코가 프로듀싱하였다.
- 3번 트랙 '영원+1'은 윤지성, 하성운, 황민현으로 구성된 스페셜 유닛 린온미(Lean On Me)가 가창하였으며, 프로듀싱은 넬이 담당하였다.
- 4번 트랙 '모래시계'는 옹성우, 이대휘로 구성된 스페셜 유닛 더힐(The Heal)이 가창하였으며, 헤이즈가 프로듀싱하였다.
- 5번 트랙 '11'은 박지훈, 배진영, 라이관린으로 구성된 스페셜 유닛 남바완이 가창하였으며, 다이나믹 듀오가 프로듀싱을 맡았다.

## 트랙리스트
| #            | 제목                  | 작사                   | 작곡                      | 편곡                | 재생 시간 |
| ------------ | --------------------- | ---------------------- | ------------------------- | ------------------- | --------- |
| 1.           | 〈켜줘〉 (Light)      | iHwak                  | iHwak, Royal Dive         | Royal Dive          | 3:30      |
| 2.           | 〈캥거루〉 (Kangaroo) | 지코, 강다니엘, 박우진 | 지코, Pop Time            | 지코, Pop Time      | 3:44      |
| 3.           | 〈영원+1〉            | 김종완                 | 김종완                    | 넬                  | 4:29      |
| 4.           | 〈모래시계〉          | 헤이즈, 옹성우, 이대휘 | 헤이즈, Royal Dive        | Royal Dive          | 3:49      |
| 5.           | 〈11〉                | 개코, 최자             | 개코, 그레이, Dax, 이태연 | 그레이, Dax, 이태연 | 3:29      |
| 총 재생 시간 | 총 재생 시간          | 총 재생 시간           | 총 재생 시간              | 총 재생 시간        | 19:11     |

## 차트

### 주간 차트
| 차트                         | 최고순위 |
| ---------------------------- | -------- |
| 대한민국 (가온 앨범 차트)    | 1        |
| 미국 (빌보드 월드 앨범 차트) | 8        |
| 일본 (오리콘 앨범 차트)      | 2        |

### 월간 차트
| 차트                      | 최고순위 |
| ------------------------- | -------- |
| 대한민국 (가온 앨범 차트) | 1        |

### 연간 차트
| 차트                      | 최고순위 |
| ------------------------- | -------- |
| 대한민국 (가온 앨범 차트) | 5        |

## 판매량
| 차트                      | 판매량   |
| ------------------------- | -------- |
| 대한민국 (가온 앨범 차트) | 641,131+ |
| 중국 (QQ 차트)            | 35,753+  |
| 일본 (오리콘 차트)        | 69,629+  |